# Liv og død
Liv og død é um filme de drama norueguês de 1980 dirigido e escrito por Petter Vennerød e Svend Wam. Foi selecionado como representante da Noruega à edição do Oscar 1981, organizada pela Academia de Artes e Ciências Cinematográficas.

## Elenco
- Bjørn Skagestad - Jacob
- Kjersti Døvigen - Jennifer
- Sossen Krohg - Diddi
- Knut Husebø - Harald
- Wenche Foss - Fru Bergmann
- Per Sunderland - Alexander
- Jorunn Kjellsby - Tante Nøste
- Sverre Gran - Herr Bergmann
- Vibeke Falk - Tante Liss
- Svein Tindberg - Sundby